# МеМЗ-245
МеМЗ-245 — рядный четырёхцилиндровый бензиновый двигатель внутреннего сгорания производства Мелитопольского моторного завода.

## История
В 1975 году конструкторский отдел Мелитопольского моторного завода начал научно-исследовательские и конструкторские работы по проектированию двигателя с жидкостным охлаждением для переднеприводных автомобилей особо малого класса. К 1979 году конструкторско-экспериментальный отдел завода завершил основные работы по созданию двигателя МеМЗ-245.
В 1982 году были проведены приёмочные испытания МеМЗ-245 на автомобиле ЗАЗ-1102. Государственная комиссия рекомендовала автомобиль ЗАЗ-1102 и двигатель МеМЗ-245 к серийному производству. Двигатель МеМЗ-245 был награждён дипломами ВДНХ СССР и УССР.
В 1988 году был начал серийный выпуск двигателей МеМЗ-245 мощностью 50 л. с. с жидкостным охлаждением для автомобилей «Таврия». Мелитопольский моторный завод продолжает сотрудничество с Луцким автомобильным заводом, и с 1991 года двигатели МеМЗ-245 начали устанавливаться на ЛуАЗ-1302 «Волынь».

## Модификации
- МеМЗ-245 — базовая модель, карбюраторный двигатель объёмом 1,091 л, мощностью 51 л. с. при 5300—5500 об/мин и крутящим моментом 78,5 Н·м при 3000—3500 об/мин.
- МеМЗ-2451 — дефорсированная модификация двигателя МеМЗ-245 объёмом 1,091 л, мощностью 47,6 л. с. и крутящим моментом 74,5 Н·м при 3000—3500 об/мин. Рекомендованное топливо — А-76.
- МеМЗ-2452 — модификация двигателя МеМЗ-245 объёмом 1,091 л, мощностью 51 л. с. при 5300—5500 об/мин и крутящим моментом 78,5 Н·м при 3000—3500 об/мин, разработанная для автомобиля ЛуАЗ-1302.
- МеМЗ-2457 — модификация двигателя МеМЗ-245 объёмом 1,197 л, мощностью 58 л. с. при 5300—5500 об/мин и крутящим моментом 90,0 Н·м при 3000—3500 об/мин.
- МеМЗ-2477 — модификация двигателя МеМЗ-2457 объёмом 1,197 л, мощностью 62,4 л. с. при 5300—5500 об/мин и крутящим моментом 95,5 Н·м при 3000—3500 об/мин с электронной системой управления двигателем и системой распределительного впрыска топлива.
- МеМЗ-301 — модификация двигателя МеМЗ-245 объёмом 1,299 л, мощностью 63 л. с. при 5300—5500 об/мин и крутящим моментом 101,0 Н·м при 3000—3500 об/мин с полуавтоматическим пусковым устройством.
- МеМЗ-3011 — модификация двигателя МеМЗ-245 объёмом 1,299 л, мощностью 63 л. с. при 5300—5500 об/мин и крутящим моментом 101,0 Н·м при 3000—3500 об/мин с ручным приводом пускового устройства.
- МеМЗ-307 — модификация двигателя МеМЗ-301 объёмом 1,299 л, мощностью 70 л. с. при 5800 об/мин и крутящим моментом 107,8 Н·м при 3000—3500 об/мин с электронной системой управления двигателем и системой распределительного впрыска топлива.
- МеМЗ-3071 — модификация двигателя МеМЗ-307 объёмом 1,299 л, мощностью 64 л. с. при 5800 об/мин и крутящим моментом 102,0 Н·м при 3000—3500 об/мин с катализатором и лямбда-зондом. Соответствует стандарту Евро-2.
- МеМЗ-317 — модификация двигателя МеМЗ-307 объёмом 1,386 л, мощностью 77 л. с. при 5800 об/мин и крутящим моментом 102,7 Н·м при 3000—3300 об/мин. Соответствует стандарту Евро-3.